# Antimodernisteneed
De antimodernisteneed (beter antimodernisme-eed) was een eed waarmee katholieke geestelijken gemaand werden afstand te nemen van een reeks overtuigingen en theorieën die de Heilige Stoel als dwalingen beschouwde, zoals die in de Syllabus Errorum (1864) waren opgesomd en in 1907 door paus Pius X in zijn "Kleine Syllabus Errorum" (Lamentabili en Pascendi Dominici Gregis, 1907) werden geactualiseerd en samengevat onder de naam van het modernisme. Deze uitgebreide eed van trouw gold tussen 1910 en 1967 als een van de voorwaarden voor de toelating tot diverse kerkelijke ambten en functies.

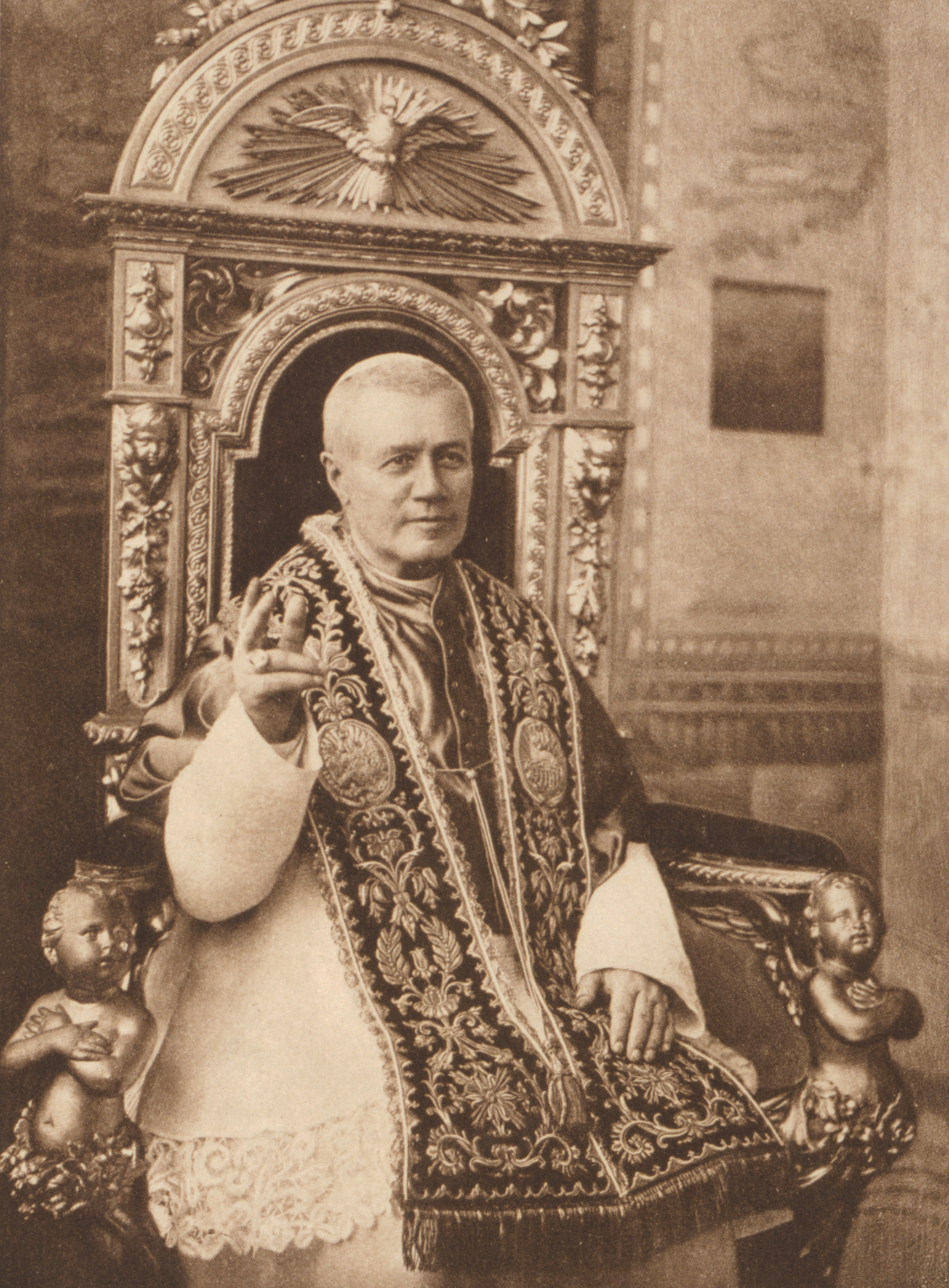
Paus Pius X

## Geschiedenis
De antimodernisteneed werd op 1 september 1910 ingevoerd door paus Pius X. Hij keerde zich tegen leerstellingen die door de Katholieke Kerk als modernisme betiteld werden. De tekst van de eedaflegging formuleert een aantal positieve elementen van de katholieke geloofsleer en verwerpt enkele negatieve theologische dwalingen. Op zichzelf was en is een eedaflegging niet ongewoon; het Concilie van Trente voerde een eed van trouw in, om kwestieuze praktijken van de geestelijkheid zoals de Reformatie die had aangesproken, te beperken. Het actuele canoniek recht verlangt, bijvoorbeeld voor bisschoppen, een eed van trouw aan de Heilige Stoel (vgl. CIC 380).
De antimodernisteneed lokte na verloop van tijd discussie uit, omdat de strijd tegen het modernisme uitwassen kende, die de academische vrijheid van de theoloog ver beperkten. De uitbreiding van de eedaflegging naar grote groepen geestelijken en ambtenaren gaven voeding aan die vrees. Omdat de eed bij ambtsaanvaarding en promotie in de kerkelijke hiërarchie moest worden afgelegd, kwam het regelmatig voor dat men de eed meerdere malen moest afleggen (bijvoorbeeld bij de wijdingen voor het subdiaconaat, diaconaat, priesterschap en bij de pastoorsaanstelling).
In 1989 heeft paus Johannes Paulus II een nieuwe eedsformule ingevoerd, af te leggen door elke priester bij zijn diakenwijding, door alle pastoors, rectoren van katholieke universiteiten en docenten van vakken die geloof en zeden betreffen. In deze eed wordt de belofte van gehoorzaamheid aan het kerkelijk gezag benadrukt.

### Personen die de antimodernisme-eed moesten afleggen
De eed moest worden afgelegd door:
- iedere toekomstige subdiaken
- alle priesters, voordat ze een volmacht kregen voor biecht en prediking
- alle pastoors, kanunniken, etc. om tot hun ambt toegelaten te worden
- allen werkzaam in een bisschoppelijke curie en de pauselijke curie
- alle oversten en docenten bij kloosterorden en congregaties.